# ویک ویلیج (تگزاس)
ویک ویلیج، تگزاس (به انگلیسی: Wake Village, Texas) یک شهر در ایالات متحده آمریکا با جمعیت ۵٬۶۵۲ نفر است که در تگزاس واقع شده‌است.

## موقعیت جغرافیایی
موقعیت جغرافیایی شهرها و مناطق اطراف به شرح زیر است: